# Казкар (Зона сутінків)
Казкар (англ. The Storyteller) — перший сегмент 3-го епізоду 2-го сезону телевізійного серіалу «Зона сутінків».

## Сюжет
Вчителька на пенсії Дороті, спілкуючись на вулиці зі своєю племінницею, помічає вже також немолодого чоловіка, який сідає в таксі та від'їжджає. Жінка впізнає в ньому свого колишнього учня Майку, після чого так само швидко сідає в таксі та їде за ним. Під час поїздки Дороті починає розповідати молодій племінниці про цього чоловіка, якого вона знала ще маленьким хлопчиком та досі все ніяк не могла забути. Після цього дія переноситься в 30-ті роки ХХ століття, в роки молодості Дороті. Саме тоді вона, влаштувавшись на роботу до школи у Західній Вірджинії, знайомиться з Майкою. Під час проведення уроків Дороті помічає, що Майка весь час щось пише у своєму великому записнику, сидячи на задній парті. Під час перерви жінка підходить до Майки та каже, що має бажання поспілкуватися з його батьками. В цей же час вона дізнається від хлопчика, що батьки його загинули й тепер він живе разом зі своїм дідусем. Тоді Дороті просить, щоб Майка привів із собою дідуся, на що хлопчик досить різко відповідає, що вона не повинна бачитися з його дідусем, і тікає назад до школи.
Одного вечора Дороті таємно пробирається до помешкання Майки та, стоячи біля вікна будинку, слухає, як хлопчик щось читає своєму дідусеві. Жінка випадково створює шум, перечепившись за різний брухт, який знаходиться на подвір'ї будинку. Це приваблює увагу Майки, після чого він виходить на подвір'я та помічає її. Далі між Дороті та хлопчиком зав'язується новий діалог, у ході якого Майка розповідає, що насправді це не дідусь, а дуже далекий його родич, який живе на Землі вже майже півтора століття. Потім жінка дізнається, що Майка сам пише казки та розповідає їх цьому дуже старому чоловікові — таким чином хлопчик підтримує в ньому життя. Так само робили батько та дідусь Майки. Розповідь хлопчика здається Дороті дуже дивною, адже вона не може собі уявити, щоб люди так довго жили на Землі. Однак відтепер вона не заважає йому займатися власними справами на уроках.
Одного дня під час шкільної перерви Майка падає з дерева та ламає руку. Лікарі обробляють йому перелом та забирають його на ніч, хоча сам учень відчайдушно протестує проти цього, адже його дуже літній родич може вмерти, якщо Майка не почитає йому своїх казок. Приїхавши рано вранці додому, Майка помічає, що його родич живий, та дуже цьому радіє. Наприкінці епізоду до Майки підходить Дороті та каже, що дочитала дідусеві ту казку, яку не зміг дочитати хлопчик. Після цього дія повертається у 1980-ті роки. Дороті розповідає цю історію вже своїй старій матусі, яка в ході розповіді починає цікавитися таємничим «дідусем» Майки.

## Початкова оповідь
«Дві жінки. Чоловік. Погоня по драбині бібліотеки. Таким чином починається наша розповідь. Як і життя, розповіді мають початок, середину та кінець, та відстань між початком та кінцем, між казкою та життям іноді може бути оманливим, особливо якщо ви дивитеся крізь мінливі об'єктиви Зони сутінків».

## Ролі виконують
- Ґлінніс О'Коннор — Дороті
- Девід Фаустіно — Майка
- Перлі Бейр — «дідусь» Майки
- Найкі Дукас — Хізер
- Роберт Бріттон — водій автобуса
- Патрісія Еллісон — Роберта Доквейлер
- Джон Сент Раян — Вільям
- Тоні Ентон — Деніел Еллідж
- Біллі Ентон — Натаніель Еллідж
- Біллі Джо Райт — хлопчик на фермі
- Білл Сак — лікар
- Френк Мун — Майка у зрілому віці

## Цікавий факт
Епізод не має оповіді наприкінці.

## Прем'єра
Прем'єрний показ епізоду відбувся у США та Великій Британії 11 жовтня 1986.